# Greg Luzniak
Greg Luzniak (...) è un fumettista e illustratore statunitense, autore dei disegni di alcune serie prevalentemente della DC Comics, Marvel Comics e Ultraverse.
Ha cominciato per la Marvel Comics disegnando alcuni numeri di X-Factor e What If?, per poi dedicarsi principalmente all'universo Ultraverse, realizzando disegni per Elven, Firearm, Hardcase, Mantra, Prime, Rune (compreso il crossover Rune vs. Venom) e Ultraverse Premiere tra il 1993 e il 1994.
Dopo il fallimento del progetto Ultraverse realizza negli anni novanta alcuni lavori per la Marvel (Venom: Sinner Takes All, The Phoenix Resurrection: Genesis e Slingers) e per la DC (Superboy Annual 1, The 6, alcuni numeri di Lobo, DCU Heroes Secret Files and Origins, Elseworlds 80 Page Giant, JLA in Crisis Secret Files and Origins, Legends of the DC Universe 3-D Gallery e Legion of Super-Heroes Secret Files And Origins).
Negli anni duemila collabora poco al mondo fumettistico (The DC Comics Encyclopedia per la DC, Spider-Man, Peter Parker: Back in Black e The Official Handbook of the Marvel Universe: Spider-Man: Back in Black per la Marvel) dedicandosi all'artwork per i videogiochi (ad esempio Il Signore degli Anelli: La battaglia per la Terra di Mezzo).
Per le case editrici indipendenti ha disegnato alcune storie di Web-Man (Argosy), Evil Ernie vs. the Movie Monsters (Chaos! Comics), Shadow Reavers (Black Bull) e Cyberforce (Top Cow).